# Schlotheimia brownii
Schlotheimia brownii là một loài Rêu trong họ Orthotrichaceae. Loài này được Schwägr. miêu tả khoa học đầu tiên năm 1826.